# Tvede Kirke
Tvede Kirke ligger i Randers Kommune, (tidligere Nørhald Herred, Randers Amt).

## Eksterne kilder og henvisninger
- Wikimedia Commons har flere filer relateret til Tvede Kirke
- Tvede Kirke Arkiveret 31. januar 2011 hos  Wayback Machine hos nordenskirker.dk
- Tvede Kirke hos KortTilKirken.dk